# Vaccinium podocarpoideum
Vaccinium podocarpoideum là một loài thực vật có hoa trong họ Thạch nam. Loài này được W.P. Fang & Z.H. Pan miêu tả khoa học đầu tiên năm 1981.